# 道下義行
道下 義行（どうげ よしゆき、1894年（明治27年）2月20日 - 1958年（昭和33年）6月23日）は、大日本帝国陸軍軍人。最終階級は陸軍少将。功四級。

## 経歴・人物
大阪府出身。1915年（大正4年）陸軍士官学校第27期卒業。
1941年（昭和16年）3月に陸軍歩兵大佐・歩兵第77連隊長（朝鮮軍、第30師団）となり、大東亜戦争に出征。ついで、1943年（昭和18年）6月に南海第4守備隊長（第17軍）に転じ、1945年（昭和20年）6月に陸軍少将に進級。終戦まで守備隊長としてブーゲンビル島にて抵抗を続けた。